# John Babbitt McNair
John Babbitt McNair, né le 20 novembre 1889 à Andover et mort le 14 juin 1968) est un avocat, juge et homme politique néo-brunswickois.
Il est premier ministre du Nouveau-Brunswick de 1940 à 1952 et lieutenant-gouverneur du Nouveau-Brunswick de 1965 à 1968.

## Biographie
Né le 20 novembre 1889 à Andover, John Babbitt McNair est le fils de James McNair et de Francis Anne Lewis.
Il est élu député à l'Assemblée législative du Nouveau-Brunswick en 1935 dans la circonscription de York et sert à titre de procureur-général au sein du gouvernement du premier ministre Allison Dysart et en tant que président du Parti libéral du Nouveau-Brunswick. Il perd son siège lors des élections de novembre 1939 mais revient lors d'une élection partielle en janvier 1940 dans la circonscription de Victoria (en), succédant à Dysart en tant que chef du parti et premier ministre. McNair est premier ministre pendant 12 ans, jusqu'à la défaite de son gouvernement en 1952, après quoi il retourne à la pratique du droit. En 1955, il est nommé juge en chef du Nouveau-Brunswick et devient lieutenant-gouverneur de la province en 1965.
En juin 1967, il est fait compagnon de l'Ordre du Canada.
John Babbitt McNair meurt le 14 juin 1968 à Fredericton.

## Vie privée
John Babbitt McNair a épousé Mary MacGregor Crocket en premières noces et Margaret Jones en secondes noces. Il a eu quatre enfants.